# Werner Fischer-Defoy
Werner August Otto Fischer-Defoy (* 12. April 1880 in Magdeburg; † 14. Oktober 1955 in Frankfurt am Main) war ein deutscher Arzt und Medizinalbeamter der Stadt Frankfurt am Main. Als Leiter des Frankfurter Gesundheitsamtes gehörte er in der Zeit des Nationalsozialismus zu den treibenden Kräften sozialrassistischer und antisemitischer Maßnahmen auf kommunaler Ebene.

## Leben und Wirken

### Ausbildung und Karriere
Fischer-Defoys Vater war der praktische Arzt Eduard Fischer; der Mädchenname seiner Mutter war Defoy. Noch unter dem Namen Werner Fischer legte er im März 1898 die Reifeprüfung am Pädagogium zum Kloster Unser Lieben Frauen in Magdeburg ab und studierte anschließend Medizin in Heidelberg, Jena, München und Rostock. Während seines Studiums wurde er 1899 Mitglied der Burschenschaft Teutonia Jena. In Rostock bestand er im Dezember 1902 das Staatsexamen und wurde unmittelbar darauf promoviert. 1903 wurde er zunächst Schiffsarzt der Hamburg-Amerika-Linie und spezialisierte sich dann als Assistenzarzt an verschiedenen Instituten auf Pathologie. 1908 ließ er sich in Quedlinburg als praktischer Arzt nieder, wo er 1913 das Examen zum Kreisarzt bestand. Mit seiner Arbeit Die klinische Frühdiagnose des Krebses gewann er 1912 den mit 1.000 Mark dotierten Ersten Preis eines Preisausschreibens des Deutschen Zentralkomitees zur Erforschung und Bekämpfung der Krebskrankheit. Die Preisschrift wurde in einer Auflage von 35.000 Exemplaren gedruckt, um sie allen deutschen Ärzten als Aufklärungsschrift kostenlos zuzusenden. Von 1913 bis 1919 war Fischer-Defoy als Direktorialassistent am Hygienemuseum Dresden tätig und am Aufbau der dortigen Sammlung beteiligt. Unterbrochen wurde seine Tätigkeit durch seine Teilnahme als Sanitätsoffizier am Ersten Weltkrieg. Hier war er als Bakteriologe auf dem östlichen Kriegsschauplatz eingesetzt.
Im April 1919 ging Fischer-Defoy als Stadtschularzt nach Frankfurt. Hier wurde er 1921 zum Stadtmedizinalrat befördert und im neuen Gesundheitsamt als Leiter des Referats C für das Wohlfahrtsarztwesen, die Abteilung Geschlechtskrankheiten, die Psychopathenfürsorge, Hygiene-Aufklärung und Ärztefortbildung eingesetzt. Seine Forschungsinteressen verschoben sich in dieser Zeit immer mehr in Richtung Sozial- und Rassenhygiene.

### Zeit des Nationalsozialismus
Fischer-Defoy, der schon seit 1929 Mitglied der NSDAP (Mitgliedsnummer 150.681) und der SA (bis 1931) war, profitierte von der nationalsozialistischen „Machtergreifung“. Er wurde 1933 als besoldeter Stadtrat und Amtsleiter des Stadtgesundheitsamtes Nachfolger Karl Schlossers, der als SPD-Mitglied zwangsweise beurlaubt worden war. Fischer-Defoy engagierte sich in den folgenden Jahren als Referent für Fürsorgefragen im Gauamt für Kommunalpolitik und im Fachausschuss für Wohlfahrtspflege des Deutschen Gemeindetags. Er war Vorsitzender der Frankfurter Ortsgruppe der „Deutschen Gesellschaft für Rassenhygiene“ Der Historiker Wolf Gruner charakterisiert ihn als antijüdischen Aktivisten, der explizit nationalsozialistische Positionen vertrat und neben Oskar Martini auf kommunaler Ebene tonangebend bei der Verfolgungspolitik gegenüber den Juden und ein Wortführer sozialrassistischer Ausgrenzungsmaßnahmen gewesen sei. Mitte der 1930er Jahre formulierte Fischer-Defoy: „Wir müssen die erbkranken, in rassischem Sinne minderwertigen Bestandteile unschädlich machen, wir müssen die rassische Ueberfremdung verhüten. […] Nur in zähem Ringen und unerschüttertem Glauben an das deutsche Blut werden wir unser in seinem Bestand bedrohtes Volk retten können.“
Im Stadtgesundheitsamt kümmerte sich Fischer-Defoy im Gefolge des Gesetzes zur Verhütung erbkranken Nachwuchses ab Ende 1933/1934 um die Einrichtung einer Erbgesundheitsbegutachtungsstelle und baute zugleich eine Abteilung für Erb- und Rassenpflege zu einer zentralen Auskunftsabteilung auf. Hier wurde Material über Personen zusammengetragen, die möglicherweise sterilisiert werden sollten. Fischer-Defoy trug Sorge, dass neben Krankenakten von Nervenheilanstalten auch die 20.000 Akten des Fürsorgeamtes und die 30.000 Gesundheitspässe ehemaliger Schüler und Schülerinnen erbbiologisch ausgewertet wurden. Gemeinsam mit dem Universitäts-Institut für Erbbiologie und Rassenhygiene Frankfurt am Main der Universität Frankfurt unter Otmar von Verschuer erstellte das Gesundheitsamt ein „Erbarchiv“ und eine „Erbkartei“, in der im März 1938 bereits 250.000 Akten und 280.000 Karten gesammelt worden waren. Fischer-Defoy bezeichnete sich selbst als Gegner der NS-Euthanasie. Diese Angaben lassen sich allerdings nicht anderweitig belegen.
Nach dem Novemberpogrom 1938 nutzte Fischer-Defoy die Möglichkeiten, welche die antijüdische Verordnung über die öffentliche Fürsorge für Juden vom November 1938 bot, um mithilfe einer scheinlegalen Argumentation einen städtischen Beauftragten „für die Überwachung und Neubildung der gesamten jüdischen Wohlfahrtseinrichtungen in Frankfurt a.M.“ einzusetzen und die „Jüdische Wohlfahrtspflege e.V. unter der Aufsicht der Stadtverwaltung Frankfurt a.M.“ zu bilden. Damit übernahm die Stadt sämtliche Konten der Frankfurter Wohlfahrtseinrichtungen und des Provinzialverbandes Hessen-Nassau. Die Frankfurter Regelung mit einem „Beauftragten für Judenfragen der Stadtverwaltung“ diente der Entlastung des städtischen Fürsorgehaushalts und erlangte bis 1939 auf kommunaler Ebene Modellcharakter für andere Städte, führte durch die Intensivierung der Ausplünderung aber bis Ende 1939 auch zu Kompetenzstreitigkeiten mit der Frankfurter Gestapo.

### Nach dem Zweiten Weltkrieg
Nach dem Ende des Zweiten Weltkriegs stellte sich Fischer-Defoy im Mai 1945 dem städtischen Hauptuntersuchungsausschuss. Dieser hielt eine Weiterbeschäftigung für unproblematisch, empfahl aber wegen Fischer-Defoys früher Parteimitgliedschaft eine Versetzung, bzw. es wurde vorgeschlagen, Fischer-Defoy zu pensionieren. Fischer-Defoy wollte im August 1945 indes wieder eingestellt werden. Der Oberbürgermeister Kurt Blaum lehnte dies im September 1945 ab und bestand auf Entlassung statt Pensionierung, da Fischer-Defoy nur aufgrund seiner Parteimitgliedschaft in sein Amt gekommen sei. Fischer-Defoy verlor dadurch auch seine Versorgungsansprüche. Zwar wurde er im Spruchkammerverfahren Anfang 1948 als „unpolitische Natur“ charakterisiert, die durch „zufällige Bekanntschaft“ zum Nationalsozialismus gekommen sei. Aufgrund von Zeugenaussagen wurde er sogar als Grenzfall zwischen Mitläufer und Entlastetem eingestuft, dessen Verhalten sich dem Widerstand angenähert habe. Trotzdem gelang es ihm nicht, sein Ruhegehalt wieder zu erlangen, da die Stadt bei ihrer Haltung blieb.

## Schriften
- als Werner Fischer: Über Encyme wirbelloser Tiere. C. Hinstorff, Rostock 1903.
- Die klinische Frühdiagnose des Krebses. Gekrönte Preisarbeit, den deutschen Aerzten gewidmet vom Deutschen Zentralkomitee zur Erforschung und Bekämpfung der Krebskrankheit. Hirschwald, Berlin 1911.
- Schlafen und Träumen. Kosmos, Stuttgart 1918.
- Schule und Bevölkerungshygiene. Beyer, Langensalza 1918.
- Die geschlechtliche Belehrung der Jugend in Schule und Haus. Quelle & Meyer, Leipzig 1919.
- Die hygienische Aufklärung und ihre Mittel. Schoetz, Berlin 1919.
- Lebensgefahr in Haus und Hof. Franckh, Stuttgart 1920.
- Unsre Einbuße an Volkskraft und die Mittel zu ihrer Behebung. Beyer, Langensalza 1920.
- Wie schütze ich mich vor Erkrankungen? Verlag "Das Wissen dem Volke", Siegmar-Chemnitz 1921.
- Der Arzt und die Berücksichtigung der körperlichen Eignung bei der Berufswahl. Schoetz, Berlin 1923.
- Darfst du heiraten? Hachmeister & Thal, Leipzig 1924.
- Leitfaden durch die soziale Gesundheitsfürsorge und ihre Einrichtungen. Gesundheitswacht, München 1925.
- mit Edmund Hofmann und Julius Raecke: Die soziale Bekämpfung der Geschlechtskrankheiten. (Bericht über den vom Stadtgesundheitsamt, Wohlfahrtsamt und Jugendamt veranstalteten Lehrgang vom 3. und 4. April 1925 in Frankfurt am Main). Union, Frankfurt am Main 1925.
- Hygiene der Kleidung. Verlagsanstalt E. Deleiter, Dresden 1926.
- Infektionskrankheiten. Verlagsanstalt E. Deleiter, Dresden 1926.
- Rassenhygiene. Verlagsanstalt E. Deleiter, Dresden 1926.
- Die Hygiene in den geschlossenen Anstalten für Jugendliche. Schoetz, Berlin 1927.
- Die körperliche und geistige Hygiene der berufstätigen Frau. Dt. Verlag f. Volkswohlfahrt, Dresden 1927.
- Der Schularzt. Braun, Karlsruhe 1928.
- Gesundheit und Erziehung. Braun, Karlsruhe 1928.
- Die Gefahren des Geschlechtslebens. Ernste Worte f. junge Leute, die ins Leben hinaustreten. 3. Auflage. Hachmeister & Thal, Leipzig 1931.
- mit Arno Steinert: Ahnenerbe. Ein Sammelwerk f. d. Ergebnisse u. Auswertgn d. Ahnen-, Sippen- u. Erbgesundheitsforschg. Diesterweg, Frankfurt am Main 1934, 1934 [Ausg. 1936].
- als Hrsg.: Die Haus- und Luftschutzapotheke. Hachmeister & Thal, Leipzig 1940.
- mit Berthold Kemkes: Grundzüge der sozialen Gesundheitsfürsorge. Enke, Stuttgart 1952.